# Myszołowiec towarzyski
Myszołowiec towarzyski, myszołowiec (Parabuteo unicinctus) – gatunek dużego ptaka drapieżnego z rodziny jastrzębiowatych (Accipitridae), zamieszkujący Amerykę Północną i Południową.

## Systematyka

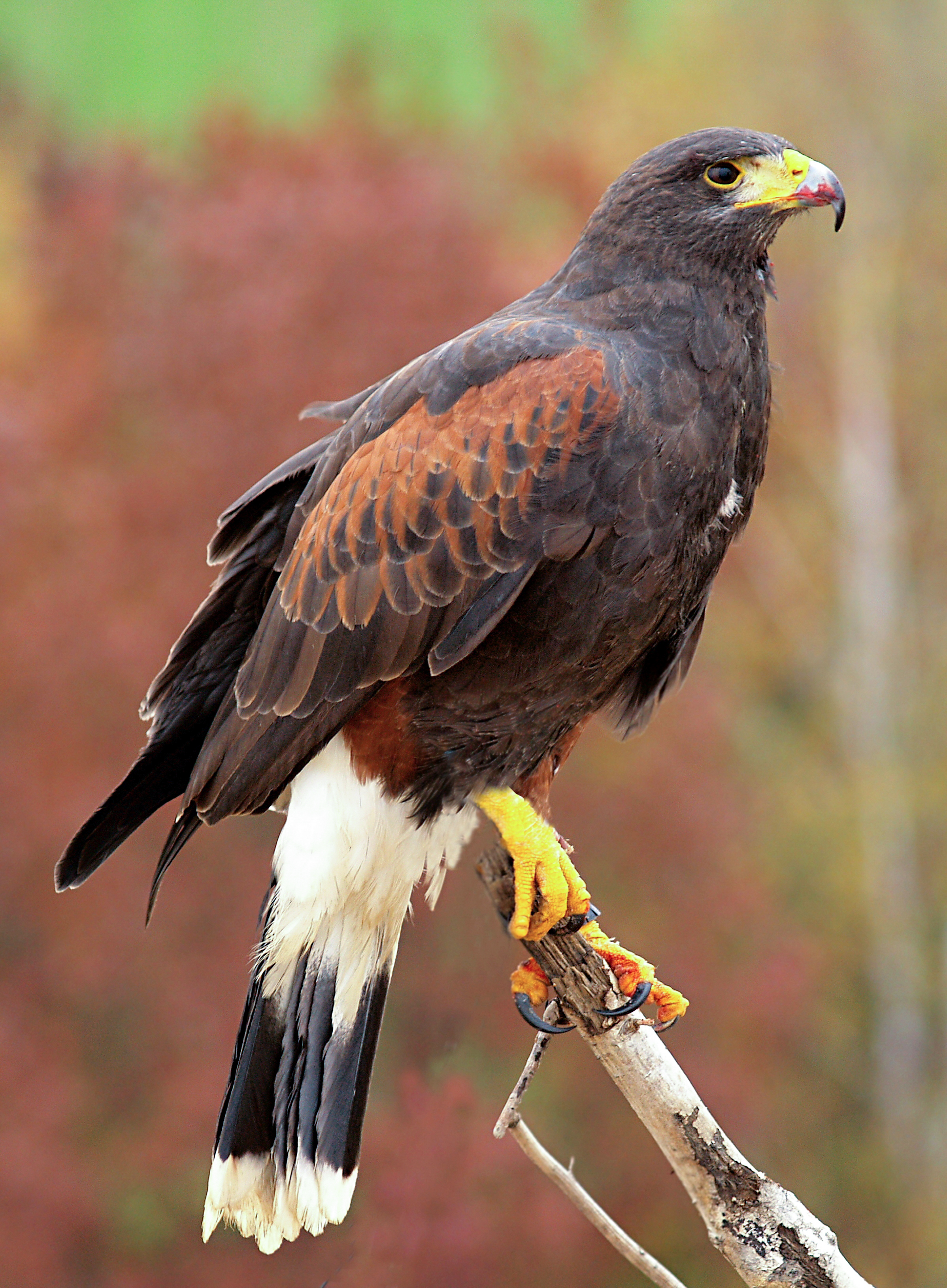
Podgatunek P. u. harrisi

Wyróżniono dwa podgatunki P. unicinctus:
- myszołowiec rdzawoskrzydły (P. unicinctus harrisi) – południowo-zachodnie USA do zachodniej Kolumbii, Ekwadoru i Peru.
- myszołowiec towarzyski (P. unicinctus unicinctus) – wschodnia Kolumbia i Wenezuela do północnej Argentyny i południowego Chile.

Proponowany podgatunek superior, który miałby obejmować populację z południowo-zachodnich USA i północno-zachodniego Meksyku, nie jest obecnie uznawany.

## Morfologia
Długość ciała 46–59 cm, rozpiętość skrzydeł 103–119 cm. Masa ciała 515–880 g.
Najbardziej przypomina ptaki z rodzaju Buteo; charakteryzuje się rdzawymi piórami pokrywowymi nad lotkami drugorzędowymi (Dawson i Glinsky, 1998).

## Ekologia i zachowanie
Występuje na nizinach i na średnich wysokościach (Andy w Ekwadorze). Zamieszkuje pustynie, obszary porośnięte suchymi zaroślami, sawanny, tereny rolnicze i bagniste otwarte tereny z rozproszonymi drzewami i fragmentami lasów. Odwiedza też tereny miejskie i podmiejskie, gdzie jest dostęp do wody i pożywienia (gołębie). Nie występuje w lasach wilgotnych.
Gniazdo to platforma z patyków, często umieszczona wysoko na dużym, odizolowanym drzewie. W Arizonie buduje gniazda na wielkich kaktusach karnegiach. W zniesieniu 2–4 jaja, białe, zwykle bez wzorów, niekiedy upstrzone kilkoma brązowymi plamkami. Wysiadywaniem jaj zajmuje się głównie samica, trwa ono 33–36 dni. W lęgu często pomagają inne osobniki (jest to tzw. poliandria), zwykle są to potomkowie pary rodziców z poprzednich lęgów. Młode uzyskują zdolność lotu po około 6 tygodniach od wyklucia. Po osiągnięciu dojrzałości często pozostają ze swoimi rodzicami i tworzą małe stada.
Żywią się głównie małymi ssakami, ale zjadają też ptaki, węże, jaszczurki i padlinę.
Myszołowce towarzyskie polują w grupach złożonych z kilku osobników. Dla zwiększenia wysokości punktu obserwacji o kilkadziesiąt centymetrów potrafią budować „żywe piramidy”. Ze względu na swoją wyjątkową umiejętność socjalizacji bardzo cenione w sokolnictwie.

## Status
Międzynarodowa Unia Ochrony Przyrody (IUCN) uznaje myszołowca towarzyskiego za gatunek najmniejszej troski (LC – least concern) nieprzerwanie od 1988 roku. Trend liczebności populacji uznaje się za spadkowy.